# Richard Wilhelm Dove

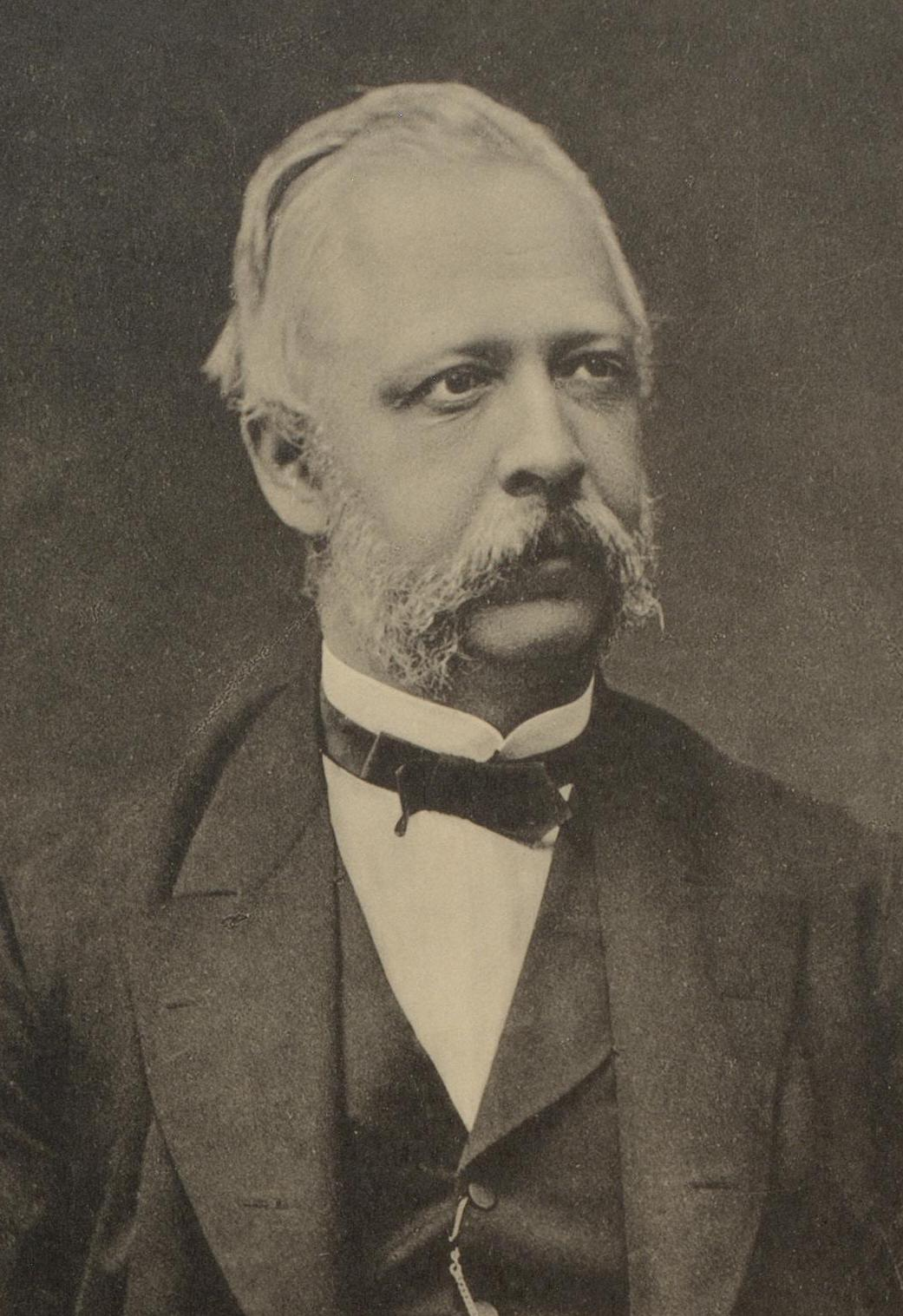
Richard Wilhelm Dove

Richard Wilhelm Dove (* 27. Februar 1833 in Berlin; † 18. September 1907 in Göttingen) war ein deutscher Kirchenrechtslehrer, ältester Sohn Heinrich Wilhelm Doves, Bruder Alfred Doves, Vater Karl Doves.

## Leben
Dove studierte in Berlin, Bonn und in Heidelberg Rechtswissenschaft, wurde 1854 Mitglied der Burschenschaft Alemannia Bonn und später Mitglied der Burschenschaft Brunsviga in Göttingen, promovierte 1855 mit der Dissertation De jurisdictionis ecclesiasticae apud Germanos Gallosque progressu (Berlin 1855), arbeitete dann als Auskultator und 1857 bis 1860 als Referendar bei dem Kammergericht und habilitierte sich 1859 als Privatdozent zu Berlin mit der Abhandlung: Untersuchungen über die Sendgerichte, welche später erweitert in der Zeitschrift für Kirchenrecht (Band 4 und 5) erschien; daneben war er seit Januar 1860 als „Hilfsarbeiter“ (In Preußen und dem Deutschen Reich war „Hilfsarbeiter“ die Amtsbezeichnung für probeweise auf einem höheren Dienstposten oder zur Unterstützung eines planmäßigen Referenten oder Abteilungsleiters verwendete Verwaltungsbeamten im Höheren Dienst.) im Berliner Evangelischen Oberkirchenrat der Evangelischen Landeskirche in Preußen tätig.
Ostern 1862 wurde er außerordentlicher Professor, 1863 ordentlicher Professor in Tübingen, 1865 in Kiel, 1868 in Göttingen. Am 14. Dezember 1870 wies er als Prorektor der Georgia Augusta britische Einmischungsgelüste in den Deutsch-Französischen Krieg zurück (vgl. seine Schrift: Einige Gedenkblätter aus der Geschichte der Georgia Augusta, Göttingen 1887). Im März 1871 wählte ihn der Wahlkreis Regierungsbezirk Düsseldorf 6 (Duisburg) in den ersten Deutschen Reichstag, wo er sich der Fraktion der Nationalliberalen Partei anschloss. 1873 wurde Dove zum Mitglied des neuerrichteten königlichen Gerichtshofs für kirchliche Angelegenheit ernannt, 1875 auf Präsentation der Universität Göttingen ins Herrenhaus berufen.

## Literarische Werke
Doves literarische Arbeiten sind zum großen Teil in der von ihm 1860 in Verbindung mit andern gegründeten Zeitschrift für Kirchenrecht in Druck erschienen, ein Organ für das evangelische Kirchenrecht und für die Behandlung des katholischen Kirchenrechts vom nicht ultramontanen Standpunkt, worin er die Rechte des Staats gegenüber der Kirche kräftig vertrat. Besondere Beachtung verdient seine Arbeit über Ämilius Ludwig Richter und seine Zeit (Band 7), welche die kirchenrechtlichen Bewegungen der neuern Zeit in großen Zügen vorführt. Auch besorgte er die neuen Bearbeitungen von Richters Lehrbuch des Kirchenrechts (8. Auflage, Leipzig 1877–1886). Außerdem verfasste er eine Sammlung der wichtigeren neuen Kirchenordnungen, Kirchenverfassungsgesetze etc. des evangelischen Deutschlands (Tübingen 1865).